# Теребна
Тере́бна — річка в Україні, в межах Тернопільського району Тернопільської області. Ліва притока Гнізни Гнилої (басейн річки Дністра).

## Опис і розташування
Довжина річки 17 км (разом з річкою Качавою). Ширина річища: у горішній течії — 3—3,5 м, у пониззі — 6—8 м. 
Теребна бере початок біля західної околиці села Романівка від злиття річок Качава і Дзюрава, а також Великобірківського ставу, закладеного в 1984 р. між Великими Бірками і Романівкою. Річка живиться також меліоративними каланами та природними джерелами. 
Тече на захід, впадає у Гнізну Гнилу в смт Великі Бірки.

## Цікаві факти
- Гирло штучно перенесено на північний захід від природного на 150—200 м у зв'язку з прокладанням у 1870—71 рр. ділянки залізничної лінії Тернопіль — Підволочиськ.
- Назву річки виводять від давньослов'янського дієслова terebiti «теребити», «корчувати» в розумінні «річка, яка тече по місцевості, де розкорчовано ліс».

## Галерея

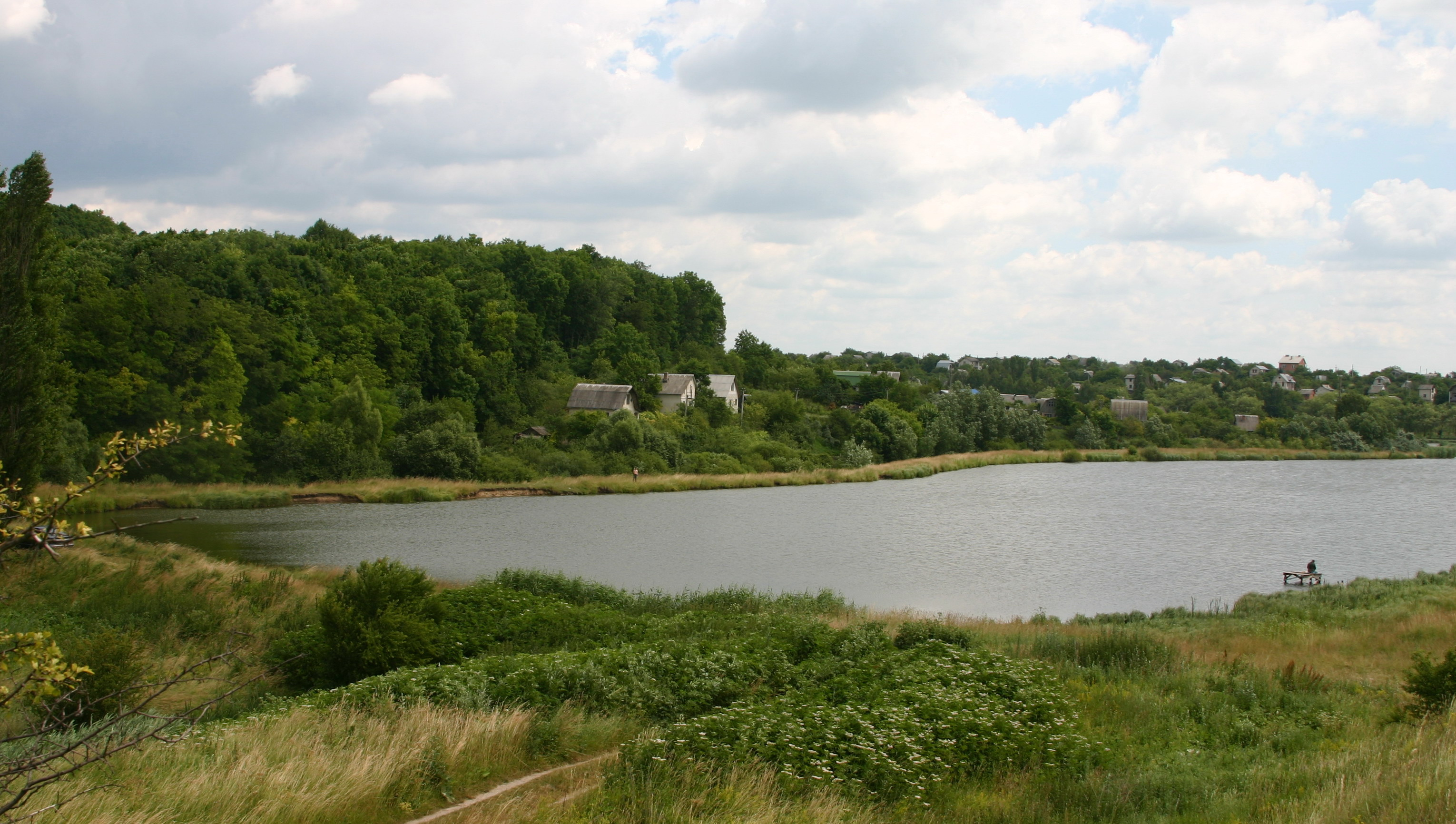
Великобірківський став
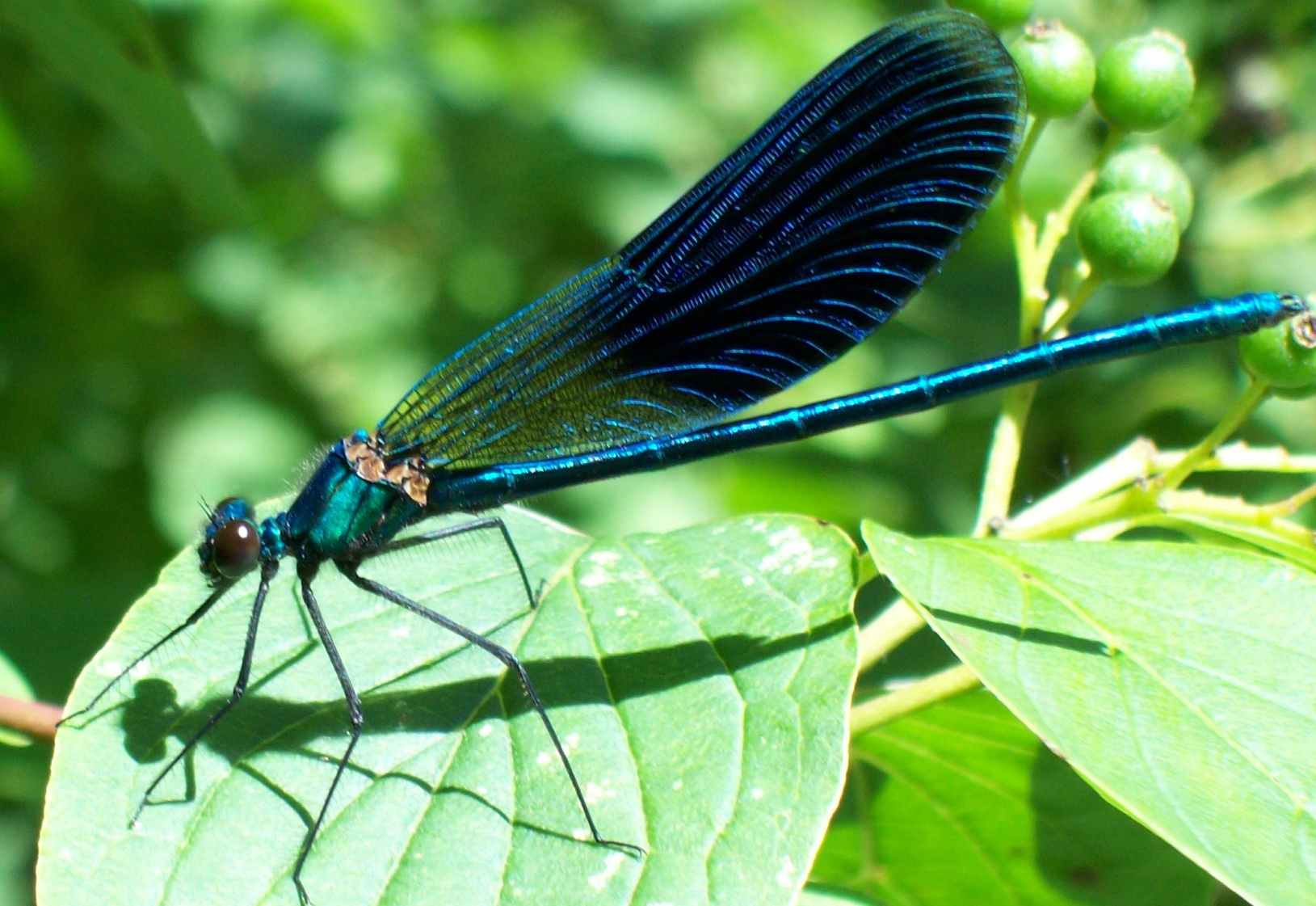
Odonata на березі Теребни
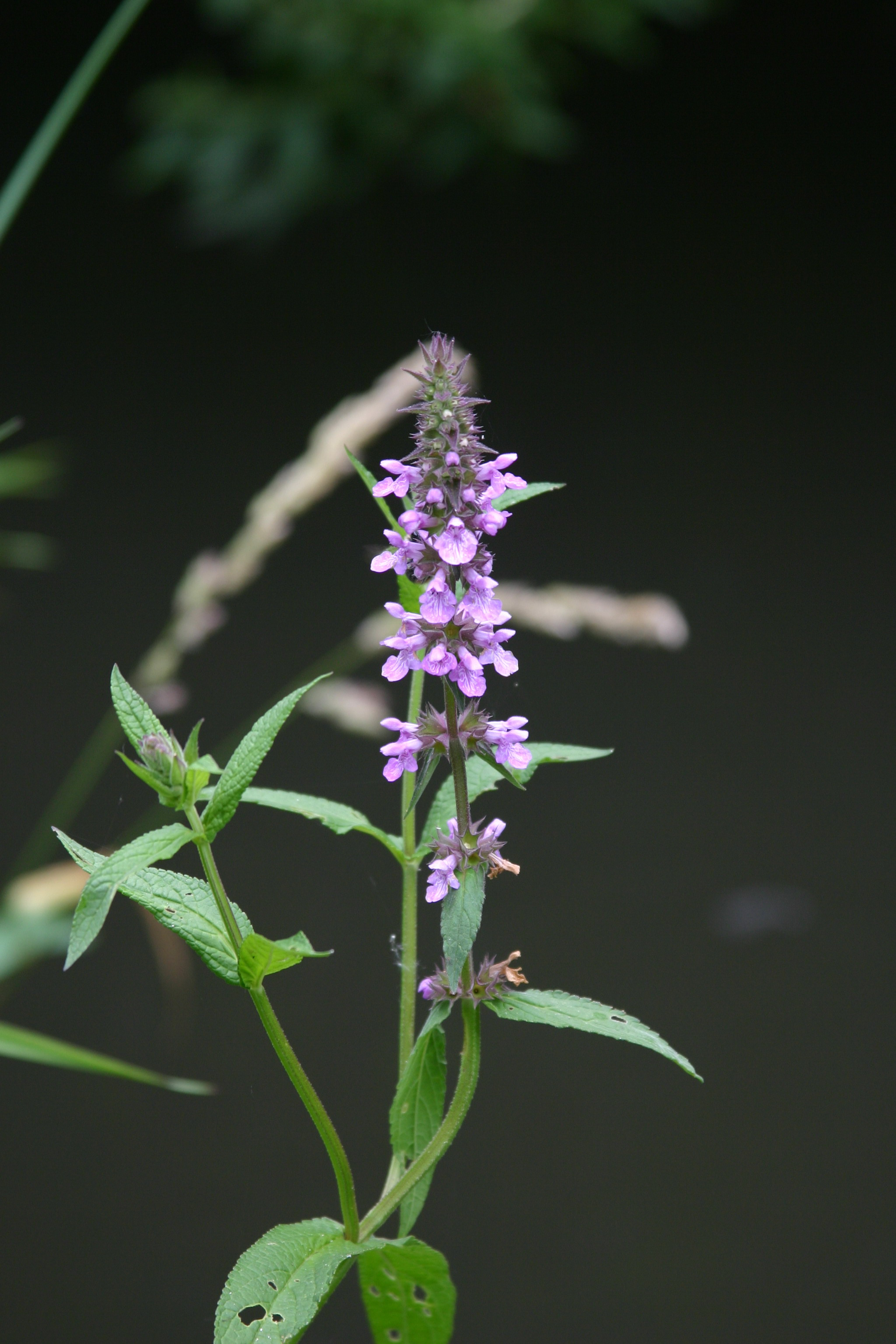
На березі Теребни
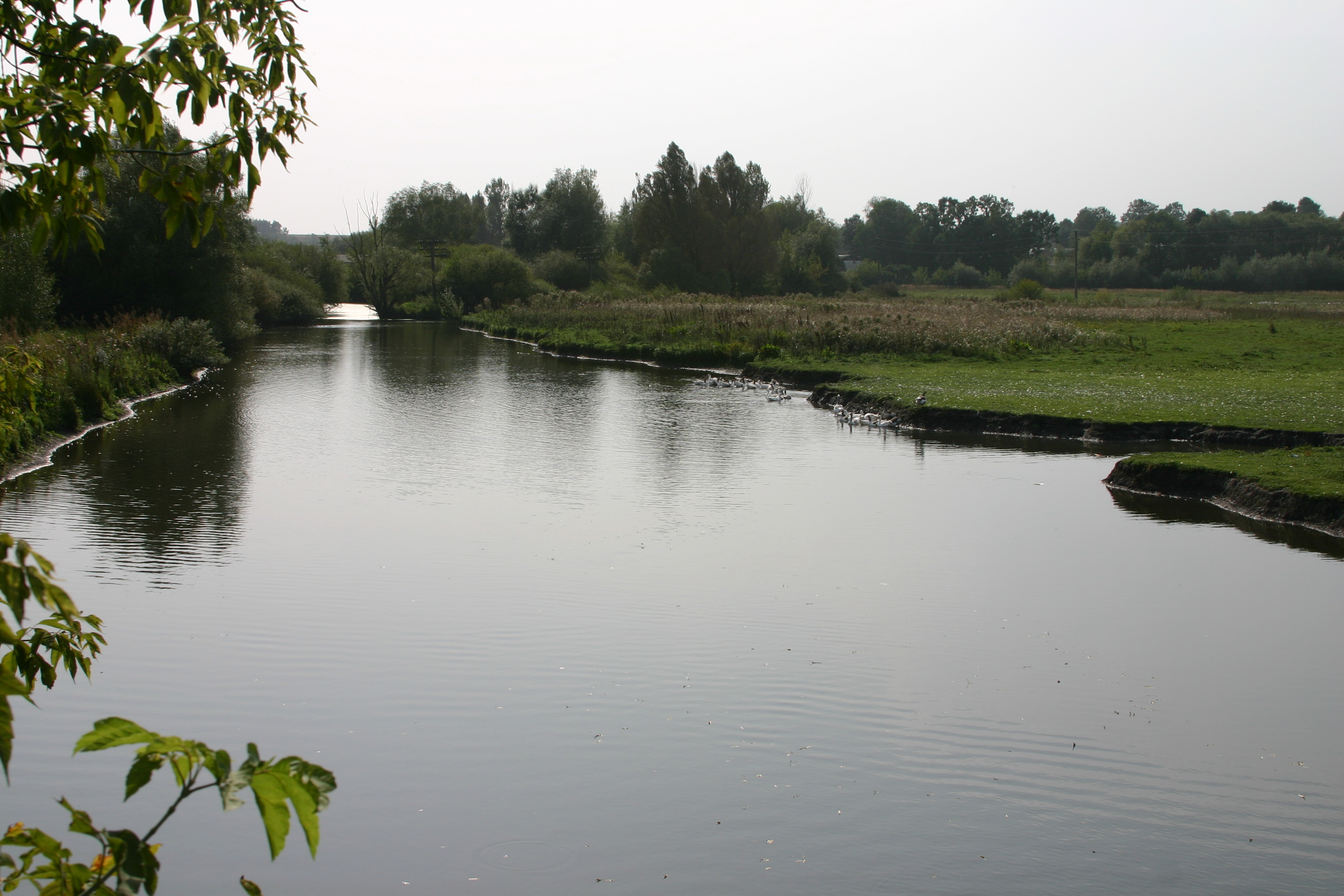
Гирло Теребни, вересень 2008